# 三笠警察署
三笠警察署（みかさけいさつしょ）は、かつて存在した北海道警察本部が管轄する札幌方面の警察署。岩見沢警察署に統合され、岩見沢警察署三笠警察庁舎となった。

## 沿革
- 1886年　札幌警察署空知分署設置
- 1889年1月　空知警察署に昇格（岩見沢村、幌向村を管轄）
- 1891年3月　機構改革により札幌警察署市来知分署となる
- 1906年　同分署廃止、岩見沢警察署市来知巡査部長派出所となる
- 1948年3月　三笠町警察署が発足
- 1952年6月　警察法の施行により、三笠地区警察署となった。
- 1954年7月　警察法の改正により、北海道警察札幌方面三笠警察署となる。
- 2015年7月　三笠警察署を岩見沢警察署に統合し、署長などを配置しない岩見沢警察署の分署とする計画が発表される[1]
- 2017年4月　岩見沢警察署と統合し、三笠警察署が岩見沢警察署三笠警察庁舎となり、警察署として廃止となる[2]。

## 警察署当時のデータ

### 管轄区域
- 三笠市

### 組織
- 署長（警視）
- 副署長兼警務課長（警部） - 警務係
- 会計係
- 刑事・生活安全課
- 地域・交通課 - 警備係

### 交番
括弧内は所在地を表す。岩見沢警察署へ統合された際はすべてが引き継がれた。
- 署所在地交番 (三笠市幸町4)
- 岡山駐在所 (三笠市岡山54-1)
- 幌内駐在所 (三笠市幌内住吉町1-1)
- 唐松駐在所 (三笠市唐松栄町1丁目180-1)
- 弥生駐在所 (三笠市弥生橘町72-8)
- 幾春別駐在所 (三笠市幾春別滝見町319-8)